# Ситка
Си́тка (до 1867 г. — Новоархангелск, на руски: Ситха, на тлингитски: Sheetʼká) е американски град на остров Баранов от архипелага Александър.
Ситка до 1867 г. носи името Новоархангелск и е столица на Руска Америка.